# Neolitsea daibuensis
Neolitsea daibuensis là một loài thực vật thuộc họ Lauraceae. Đây là loài đặc hữu của Đài Loan. Chúng hiện đang bị đe dọa vì mất môi trường sống.